# Ranes
Os ranes (em alemão: Ranen, Rujanen) foram uma tribo eslava ocidental baseada na ilha de Rugia (Rügen) e no continente sudoeste do outro lado do Strelasund, no que hoje é o nordeste da Alemanha.
A tribo surgiu após a colonização eslava da região no século IX, e foi classificada entre as mais poderosas de várias pequenas tribos eslavas entre os rios Elba e Vístula inferior antes do século XIII. Eles estavam entre as últimas tribos a aderir ao paganismo eslavo, e a influência de seu centro religioso em Arkona alcançou muito além de suas fronteiras tribais.
Em 1168, os ranes foram derrotados pelo rei Valdemar I da Dinamarca e seu conselheiro Absalon, bispo de Roskilde, resultando na conversão da região ao cristianismo. No curso da Ostsiedlung do século XIII, a tribo foi assimilada por colonos alemães e dinamarqueses e os Rani foram gradualmente germanizados. O Principado de Rugia permaneceu dinamarquês até 1325.